# Aricidea elongata
Aricidea elongata är en ringmaskart som beskrevs av Imajima 1973. Aricidea elongata ingår i släktet Aricidea och familjen Paraonidae. Inga underarter finns listade i Catalogue of Life.